# Славолук Сергијеваца
Славолук Сергијеваца (често називан и Златна врата) је антички римски славолук у Пули у Хрватској. Постављен је у спомен на три брата породице Сергијаваца, посебно на Лусија Серија Лепида, трибуна који је служио у римској легији, која је учествовала у бици код Акцијума, па се претпоставља да је славолук изграђен између 29. и 27. године п. н. е. Сергијевци су били моћна породица у колонији, те су задржали своју моћ вековима. 
У споменик су уклесана имена Луција Сергија, Гаја Сергија и њихове сестре Салвије Постуме Сергије, која је платила изградњу. Уређен је у касном хеленистичком стилу, са оријенталним утицајима. Рељеф на славолуку приказује ратну кочију коју вуку коњи.
Славолук је привукао пажњу многих уметника, међу осталим и Микелаnђела.